# المؤسسة العامة للضمان الاجتماعي (الأردن)
صدر قانون الضمان الاجتماعي في المملكة الأردنية الهاشمية كقانون مؤقت يحمل الرقم 30 لسنة 1978، كنتيجة للتطور الاقتصادي والاجتماعي في المملكة حيث استهدف الفئات العاملة غير المغطاة بنظم وقوانين تقاعدية أخرى كالتقاعد المدني والتقاعد العسكري، مما كان لا بد معه من وجود مظلة اجتماعية اقتصادية تضفي حماية على تلك الفئات المنتجة وتمنحها بالتالي مزيداً من الشعور بالأمن والطمأنينة والاستقرار، خاصة عقب صدور قانون العمل الأردني في مطلع الستينيات من القرن الماضي، ومع إتساع سوق العمل في الأردن وتطور أوضاعه الاقتصادية والاجتماعية كانت الظروف مواتية في نهاية السبعينيات لصدور تشريع شمولي للضمان الاجتماعي هو القانون المؤقت للضمان الاجتماعي رقم (30) لسنة 1978 الذي بديء العمل به في مطلع الثمانينيات واستمر حتى 31/5/2001 حيث تم إدخال عدد من التعديلات عليه حيث صدر قانون الضمان الاجتماعي رقم (19) لسنة 2001 ولتعزيز الحماية الاجتماعية وتوسيع نطاق التغطية التأمينية ولمعالجة الثغرات والاختلالات التي تم اكتشافها خلال التطبيق ولضمان ديمومة النظام للأجيال الحالية والمستقبلية صدر القانون المؤقت رقم (7) لسنة 2010 والذي بدا تطبيقه في 1/5/2010 .
بتاريخ 1/10/2019، تم اعتماد تعديل قانون الضمان الاجتماعي رقم 1 لعام 2014، ومن أبرز التعديلات على القانون هي جاز مشروع القانون للمؤمن عليه الأردني التقدم بطلب السحب من الرصيد المتراكم في حسابه الادخاري أو أي جزء منه لغايات تعليم أبنائه في مؤسسات التعليم والمهني، أو لغايات المعالجة الطبية للمؤمن عليه أو لأفراد عائلته.
ورفع سن التقاعد المبكر للمشتركين الجددحيث يشترط لاستحقاق راتب التقاعد المبكر للمؤمن عليه الذي يتم شموله لأول مره بعد نفاذ هذا القانون المعدل أن يُكمل سن الـ 55 من عمره، وان تبلغ اشتراكاته 252 اشتراكا فعليا على الاقل، أما المؤمن عليها الانثى فيجب أن تكمل سن الـ 52 من عمرها، وأن تبلغ اشتراكاتها الفعلية 228 اشتراكاً على الأقل.
وبما يتعلق براتب تقاعد الوفاة الطبيعية، اتاح المشروع لورثة المؤمن عليه الأردني طلب تخصيص راتب تقاعد الوفاة الطبيعية في حال كان لديه 120 اشتراكا فعليا فأكثر منها 12 اشتراكا متصلاً، ووقعت الوفاة خارج الخدمة ولم يمض على انقطاعه عن الشمول بأحكام القانون أكثر من ستين شهراً محسوبة من بداية الشهر التالي الذي اوقف الاشتراك فيه عنه، وحتى نهاية الشهر الذي حدثت فيه الوفاة.
وأتاح التعديل لورثة المؤمن عليه الأردني طلب تخصيص راتب تقاعد الوفاة الطبيعية في حال كان لديه 120 اشتراكاً فعلياً فأكثر منها 12 اشتراكاً متصلاً، وإذا وقعت الوفاة خارج الخدمة ولم يمض على انقطاعه عن الشمول بأحكام القانون أكثر من ستين شهراً محسوبة من بداية الشهر التالي الذي أوقف الاشتراك فيه عنه، وحتى نهاية الشهر الذي حدثت فيه الوفاة.
ونصّ التعديل على أنه «إذا انتهت خدمة الموظف التابع لقانون التقاعد المدني ولم يكمل مدة الخدمات المقبولة للتقاعد المنصوص عليها في ذلك القانون، يجوز بناء على طلب منه إعادة احتساب تلك الخدمات لغايات هذا القانون شريطة تحويل العائدات التقاعدية المستحقة عن تلك الخدمات إلى المؤسسة، ويتم إجراء التسويات اللازمة وفقاً لأحكام هذا القانون على أن لا تتحمل الخزينة أي مبالغ مالية».
أهداف المؤسسة 
أنشئت المؤسسة العامة للضمان الاجتماعي لكي تقوم على تنفيذ أحكام قانون الضمان الاجتماعي من خلال تحقيق الأهداف التالية:
توفير حياة كريمة للمواطن وأفراد أسرته من خلال تخصيص راتب تقاعدي للمؤمن عليه أو لأفراد أسرته عند استحقاقه إما بسبب بلوغه السن التقاعدي أو عجزه أو مرضه أو وفاته. 
تعزيز برامج الأمن الاجتماعي، ودفع مسيرة الإنتاج لدى القطاع الخاص من خلال التشجيع غير المباشر للقوى المؤهلة للعمل عبر ما توفره برامج الضمان من رعاية وحماية وضمانات مادية وبما ينعكس على توطيد العلاقة ما بين العامل وصاحب العمل. 
مدّ مظلة الضمان الاجتماعي بما يكفل شمول فئات أكبر وتوفير استقرار نفسي ومادي ووظيفي لأكبر عدد ممكن من المؤمن عليهم. 
الإسهام في إنجاح خطط التنمية الاقتصادية والاجتماعية من خلال المساهمة في المشروعات الاقتصادية الوطنية الاستراتيجية، وأيضاً من خلال خلق فرص عمل جديدة توفرها أوجه استثمار أموال المؤسسة. 
رفع المستوى الصحي في المجتمع من خلال تطبيق التأمين ضد إصابات العمل وأمراض المهنة مع ما يفرضه ذلك من إسهام جاد ورئيسي في جهود التوعية في مجال السلامة والصحة المهنية الرامية لتقليص عدد إصابات العمل وتقليل مخاطرها وانعكاساتها على الدخل القومي. 
تعميق قيم التكافل والتضامن بين أبناء المجتمع والمساهمة بتقليص جيوب الفقر من خلال توفير حد ادنى من الدخل للعامل وأسرته. 
الوصول إلى معادلة تضمن العدالة في توزيع الدخل بين افراد الجيل الواحد والأجيال المتعاقبة. 

## المبادئ والمرتكزات التي يقوم عليها نظام الضمان الاجتماعي
اجبارية الادخار من خلال فائض الأموال المتأتية من الإيرادات المتراكمة في بداية تشكيل النظام مقابل الالتزامات القليلة. 
ذاتية التمويل وعدم اعتماد النظام على تمويل النفقات من الضرائب العامة أو أي مصدر أخر. 
اعتماد مقدار الراتب التقاعدي على معدل الاجور السائد. 
الشمولية من خلال تغطية كافة افراد المجتمع بنظم الحماية الاجتماعية. 
الإلزامية حيث ان الاشتراك الزامي على الفئات المستهدفة بموجب تشريع قانوني صادر عن السلطات ذات الصلاحية في الدولة. 
المرونة بالتحول من نظام تأميني الزامي لأخر. 
الاستمرارية من خلال المحافظة على توازنات مدروسة ما بين الإيرادات والنفقات. 
التبادلية العالمية حيث أصبحت انظمة الضمان جزءاً من التشريعات القانونية والاجتماعية والاقتصادية للغالبية من دول العالم حيث يسمح تماثل النظم إلى تبادلية المنافع عبر برامج ثنائية أو غير ثنائية بين الدول.